# Парк скульптур в Клайпеде
Парк скульптур в Клайпеде или Парк скульптур Мартинаса Мажвидаса (лит. Klaipėdos skulptūrų parkas (Martyno Mažvydo skulptūrų parkas) — городской парк в центральной части Клайпеды. Парк L-образной формы занимает площадь в 12,2 га и содержит 116 современных скульптур, созданных литовскими скульпторами в 1977–1991 г., среди которых 10 являются лауреатами Национальной премии в области культуры и искусства. Это — один из важнейших художественных акцентов в культурной панораме Клайпеды. В 1986 г. парк был объявлен памятником природы местного значения.
Парк исторического и культурного значения принадлежит самоуправлению города Клайпеды, а уход за скульптурами находится в ведении Музея истории Малой Литвы.

## Географическое местоположение
Парк находится между улицами — K. Donelaičio, Liepų, Trilapio и S. Daukanto.
На северо-западе – автобусный и железнодорожные вокзалы г. Клайпеды.
С юга – Клайпедская картинная галерея им. Пранаса Домшайтиса.
С востока в Парк скульптур ведёт пешеходная аллея М. Мажвидаса мимо Факультета искусств Клайпедского университета.

## Галерея

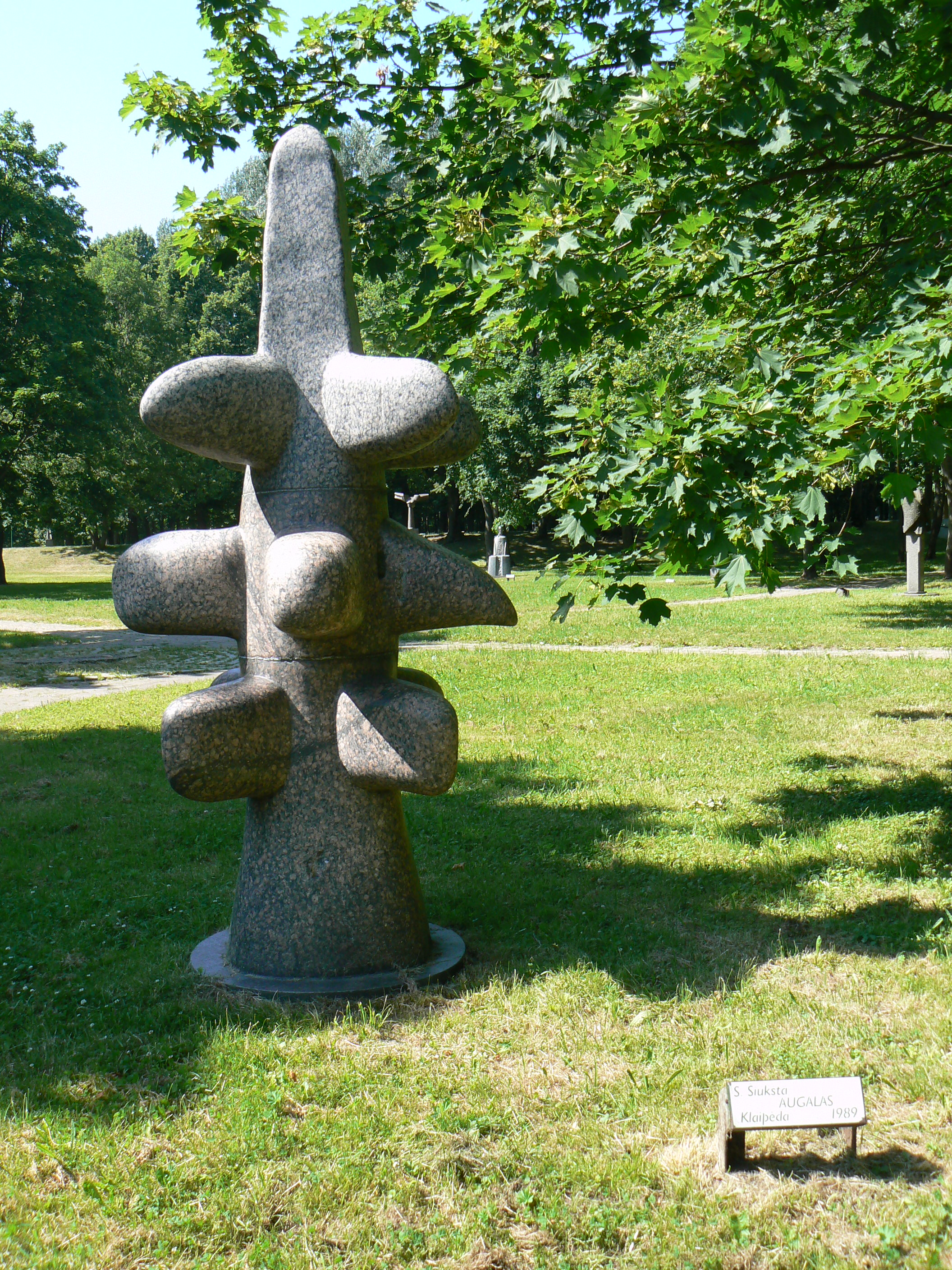
«Растение» (С. Шюкшта, 1989)
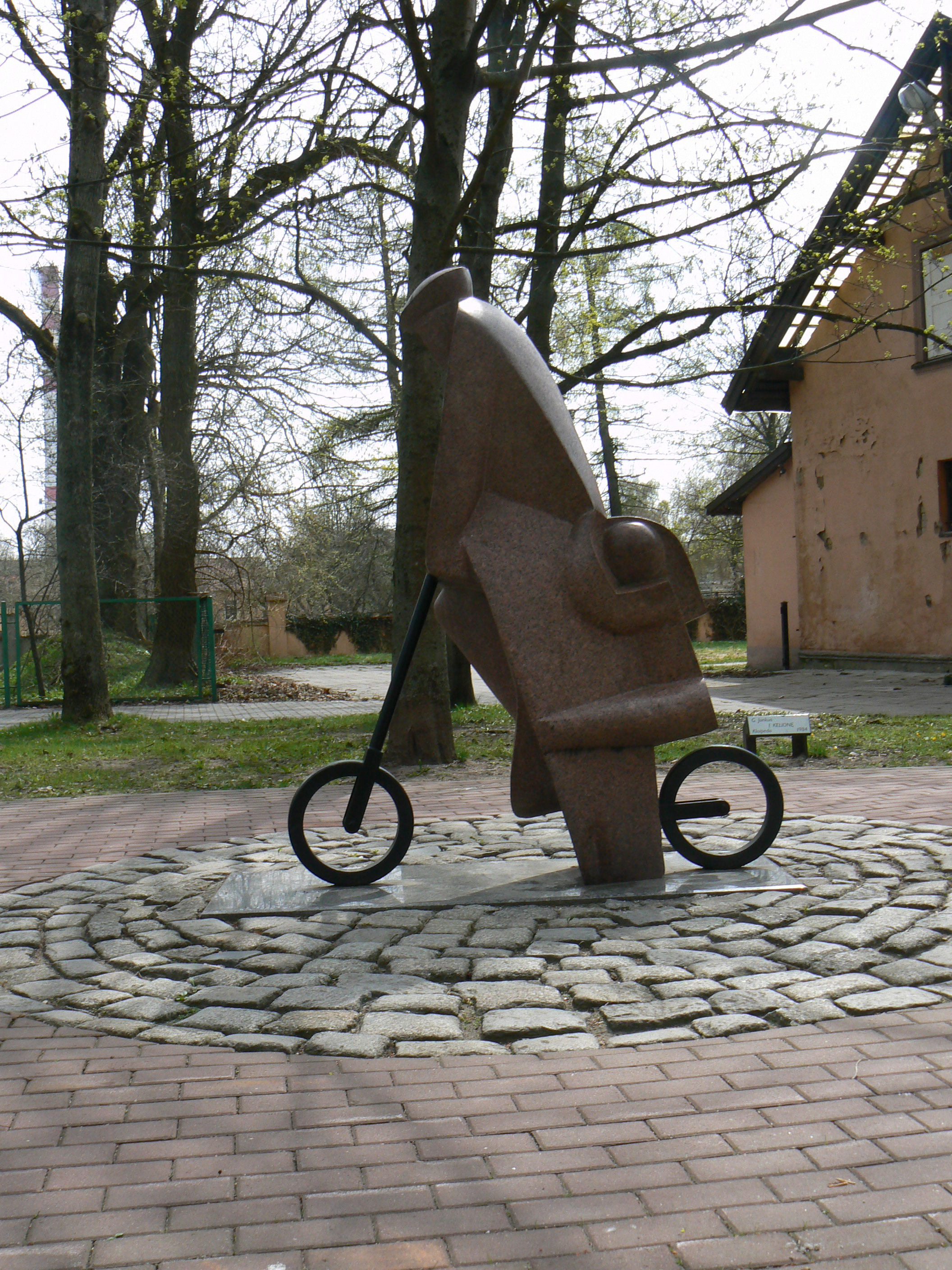
«Собрался в путь» (Г. Йонкус, 1984)
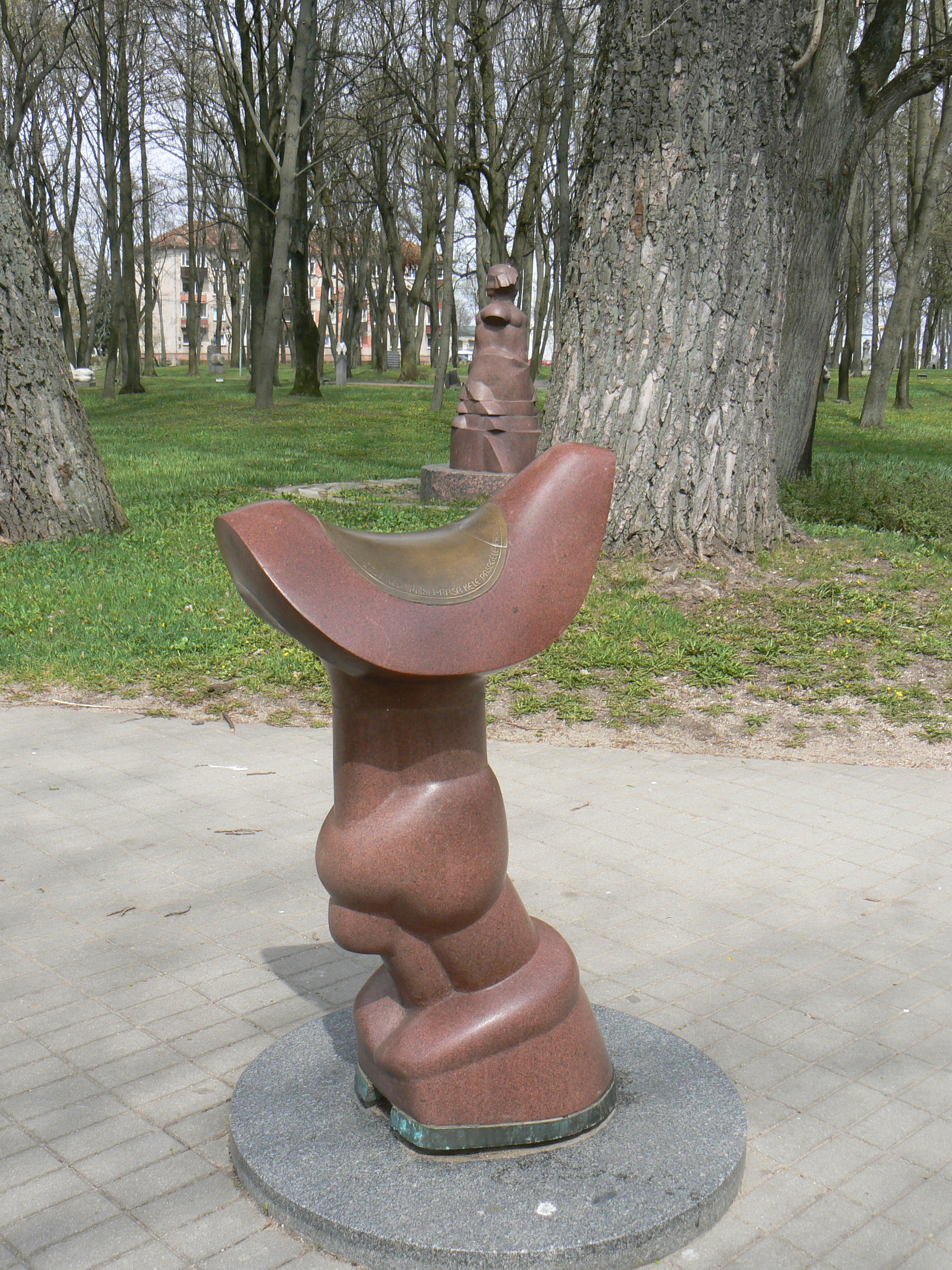
«Поднимала земля…» (Р. Мидвикис, 1980)
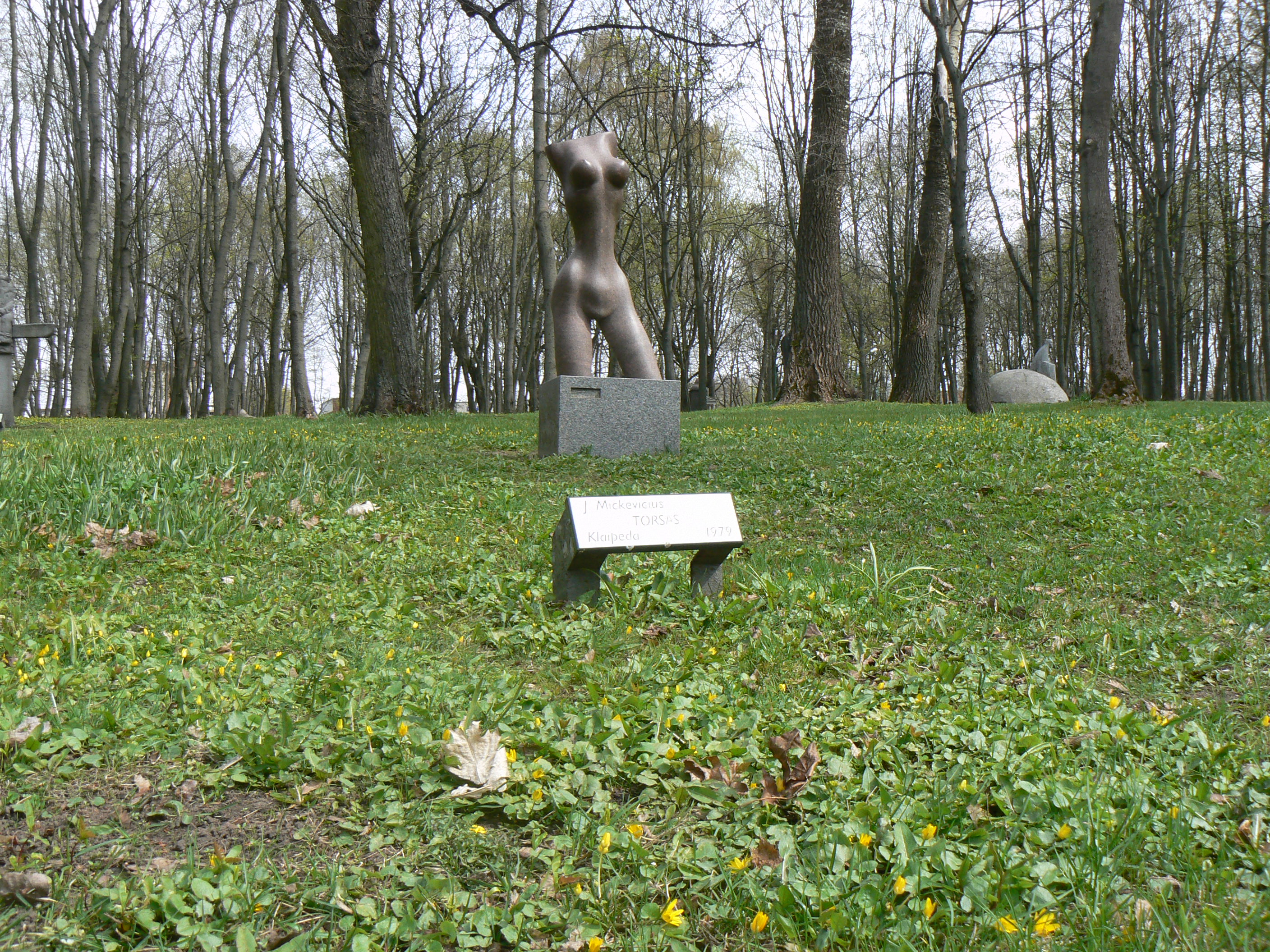
«Торс» (Й. Мицкявичус, 1979)
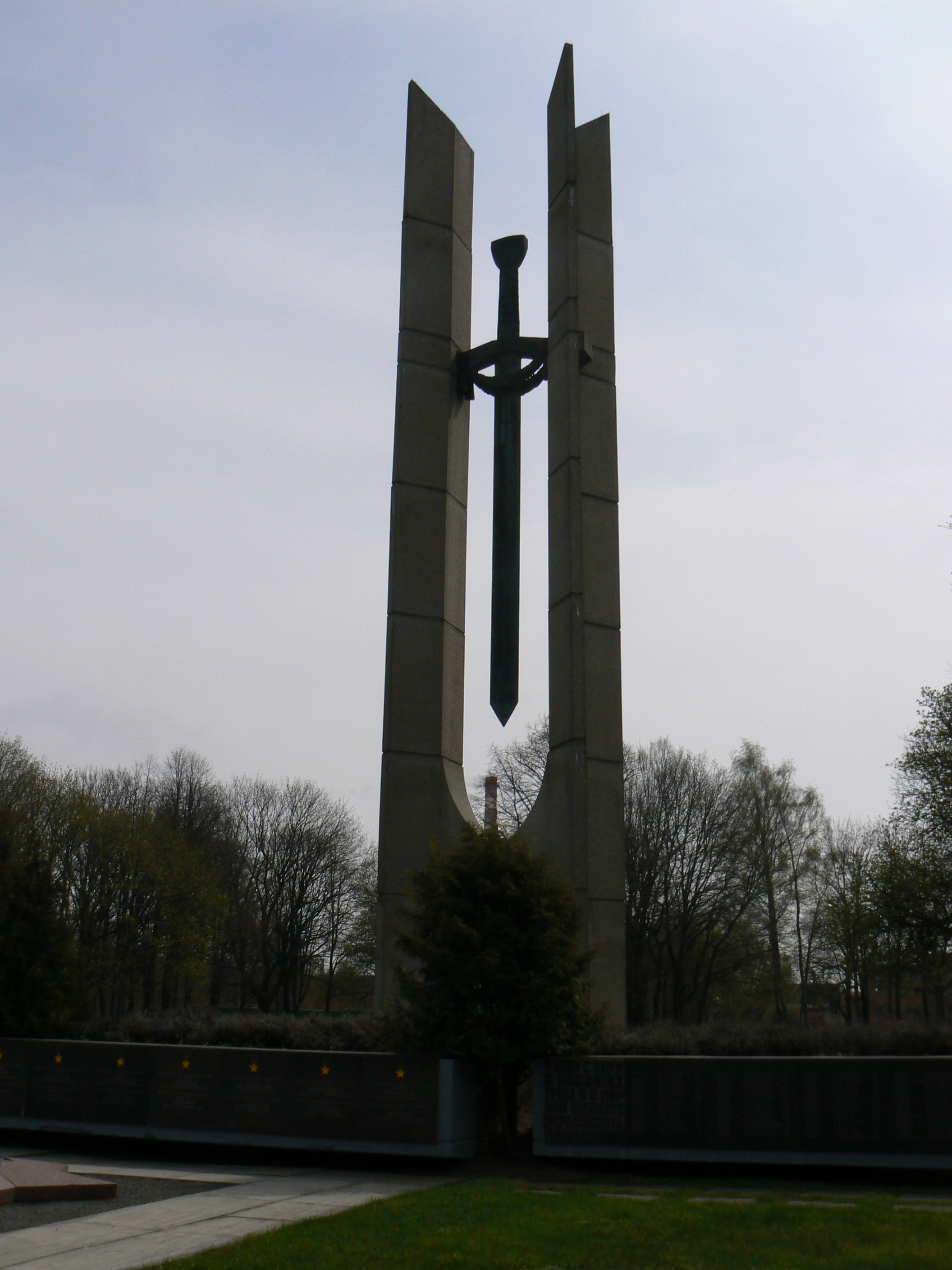
Мемориал павшим в борьбе с фашистской Германией (архитектор П. Садаускас)
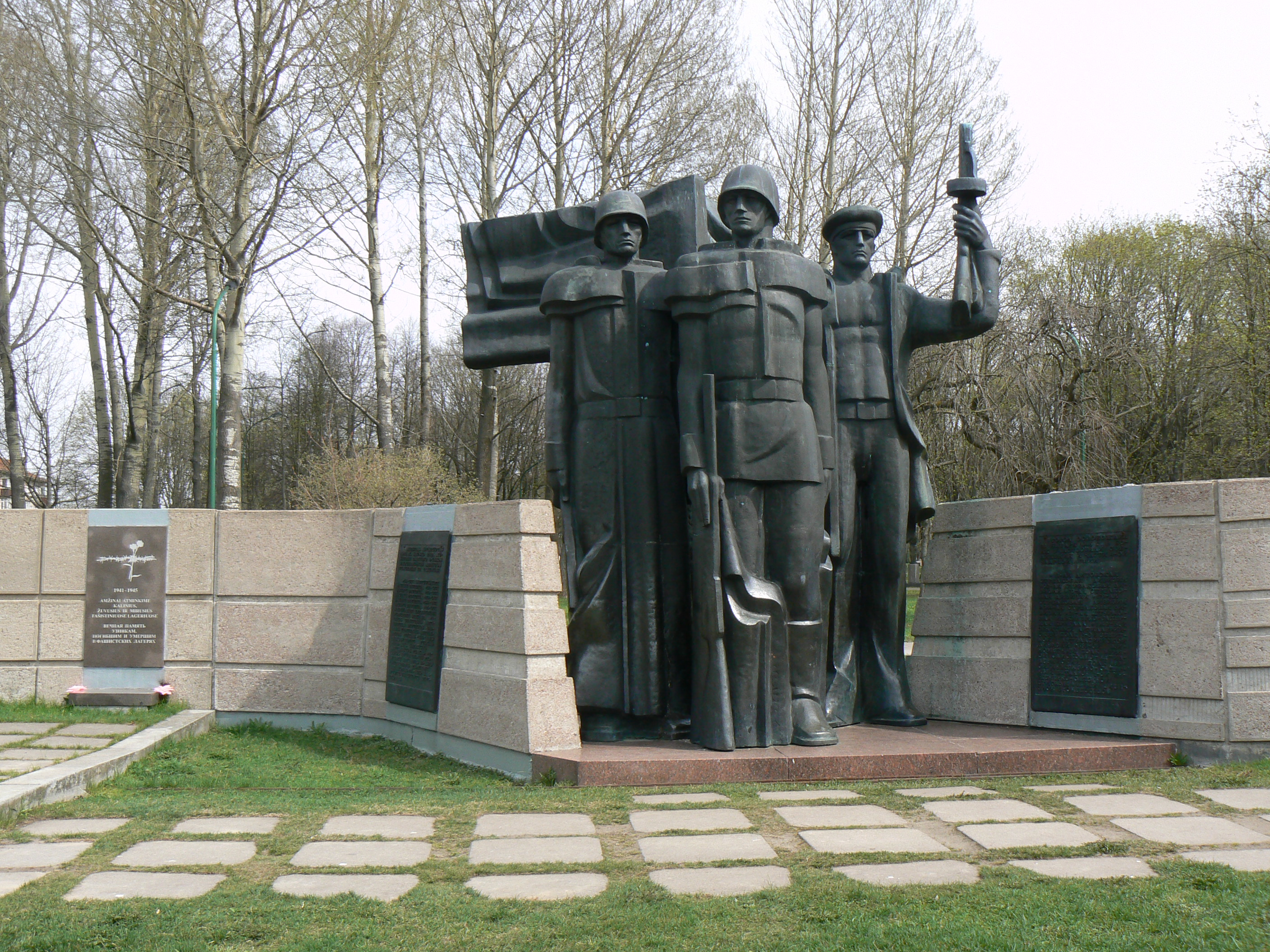
Kомпозиция в память о павших советских воинах (скульптор Р. Даугинтис)